# Дикирий и трикирий

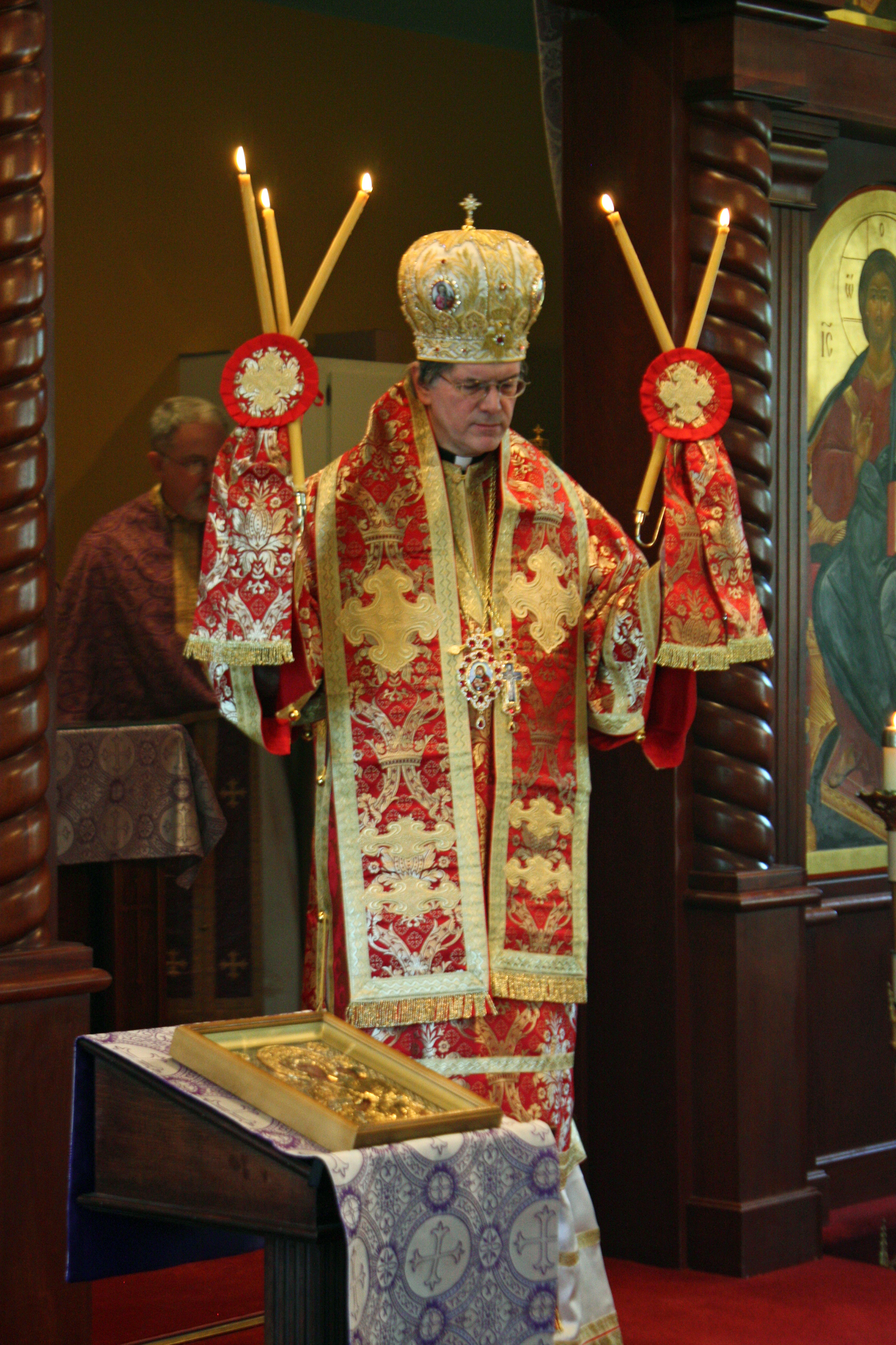
Епископ Толедский Антоний (Антиохийская православная церковь) с трикирием и дикирем

Дики́рий (от греч. δικήριον — «двухсвечник») и трики́рий (от τρικήριον — «трёхсвечник») — принадлежности архиерейского богослужения в Православной церки, а также в католических церквях византийского обряда.

## Описание и значение

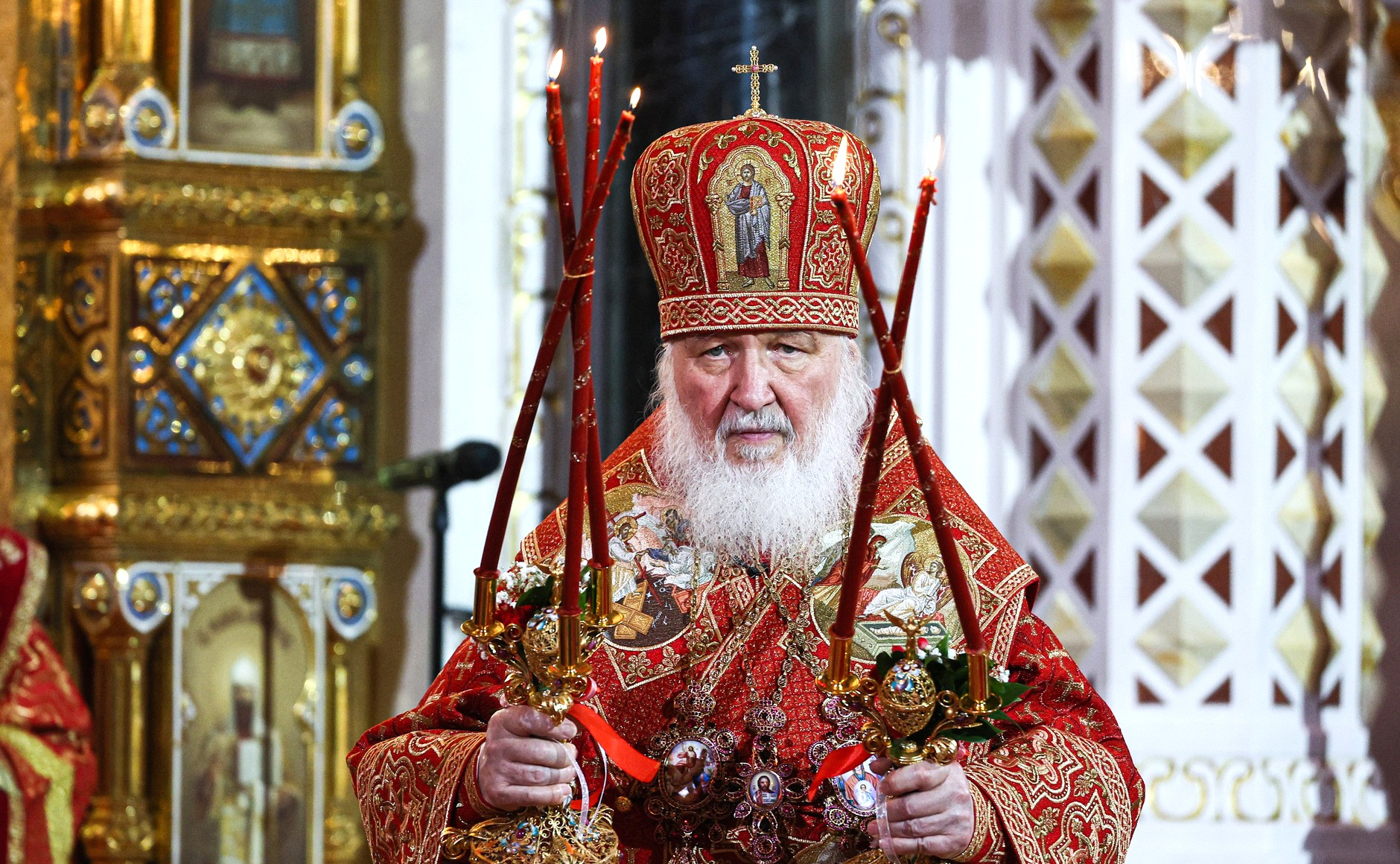
Патриарх Московский Кирилл с дикирием и трикирием

Дикирий и трикирий появились в богослужебном употреблении в IV—V веках.
Дикирий — подсвечник для двух перекрещенных свечей, а трикирий — для трёх. Согласно литургическим толкованиям, две свечи соответствуют двум естествам и волям Иисуса Христа, а три свечи соответствуют трём лицам Святой Троицы. Между свечами дикирия помещают изображение креста, как указание на крестную жертву Спасителя, а на трикирии такого не делают, так как, по учению Церкви, крестный подвиг был совершён Христом как Богочеловеком, а не Святой Троицей, которая в свою очередь приняла и освятила крестную жертву Спасителя. Свечи, помещаемые в дикириях и трикириях, называются «двухплетёными», «трёхплетёными», «осеня́льными» или «осеня́льниками».
Во время различных входов на архиерейских богослужениях, зажжённые трикирий и дикирий с благоговением носят старшие иподиаконы (иногда диаконы); они же подают их архипастырю для благословения (осенения) ими молящихся. В остальное время на богослужениях эти священные предметы, как и рипиды, стоят на Горнем месте в алтаре на особых подставках.
Иногда право использования дикирия и трикирия на богослужении предоставляется священноархимандритам некоторых монастырей.